# Мелина Меркури
Мелина Меркури (грч. Μελίνα Μερκούρη; Атина, 18. октобар 1920 — Њујорк, 6. март 1994) је била грчка глумица, певачица и политичка активисткиња, рођена 18. октобра 1920. године у Атини, а преминула 6. марта 1994. године у Њујорку. Била је члан Хеленског парламента, а 1981. године постала је прва жена министар за културу у Грчкој.
Као глумица најзапаженију улогу остварила је у филму Никад недељом, за коју је била номинована за америчку филмску награду Оскар 1960. године.